# Carl Naibo
Carl Naibo (Villeneuve-sur-Lot, 17 agosto 1982) è un ex ciclista su strada francese.
Professionista tra il 2005 e il 2008, vinse un Tour de l'Ain e una tappa al Tour de l'Avenir.

## Carriera
Da dilettante ha vinto il Critérium des Espoirs nel 2004. Passato professionista nel 2005 con la Bretagne-Jean Floc'h, ha vinto una tappa e la classifica generale del Tour de l'Ain e una tappa al Tour de l'Avenir nel 2005. Tra il 2009 e il 2011 ha corso tra i dilettanti, nella squadra US Montauban Cyclisme 82. Ha partecipato a due edizioni del Giro d'Italia.

## Palmarès
- 2003

Grand Prix de Puy-l'Evêque
- 2004

Tour du Labourd
1ª tappa Critérium des Espoirs (Urrugne > Urrugne)
2ª tappa Critérium des Espoirs (Saint-Jean-de-Luz > Ibardin)
Classifica generale Critérium des Espoirs
Trophée des Châteaux aux Milandes
Grand Prix de Plouay Elite Open
Polymultipliée lyonnaise
Grand Prix des Fêtes de Coux et Bigaroque
Grand Prix d'Ouverture Pierre Pinel
- 2005

Tour du Perigord
Manche-Atlantique
3ª tappa Tour de l'Ain (Belley > Culoz Grand Colombier
Classifica generale Tour de l'Ain
9ª tappa Tour de l'Avenir (Maurs > Carmaux)
- 2009

Grand Prix de Puy-l'Evêque
Grand Prix de la Tomate
Bayonne-Pamplona
1ª tappa Trophée de l'Essor
- 2010

Tour du Tarn-et-Garonne
Trophée Clermontois

## Piazzamenti

### Grandi Giri
- Giro d'Italia

2006: 150º
2007: 53º